# 帰郷 (南こうせつのアルバム)
『帰郷』（ききょう）は、南こうせつの9枚目のオリジナル・アルバム。1984年2月21日にキャニオン・レコードのSOHレーベルから発売された。

## 背景
前作『SEASIDE STORY』から約1年ぶりとなる作品で、先行シングル「Bye Bye TYO」が収録しているオリジナル・アルバム。前作同様、打ち込みを多用したアレンジが施されている。

## 音楽性
8曲目の「9グラムの鉛」は、ジョン・レノンの殺害のことを歌った楽曲である。

## 批評
| 専門評論家によるレビュー | 専門評論家によるレビュー |
| レビュー・スコア         | レビュー・スコア         |
| 出典                     | 評価                     |
| ------------------------ | ------------------------ |
| CDジャーナル             | 否定的                   |

CDジャーナルは、「もっとフォーク調演歌を歌って欲しいのだが、いまだに若々しさを強調しちゃって、という感じがする」と分析した上で、「かぐや姫でつくったフォーク調演歌は、こうせつだからこそその味を持っていたのに、いまいちの歯切れです」と否定的に評価している。

## リリース
1984年2月21日にキャニオン・レコードのSOHレーベルからLPレコード、ポニーからCTの2形態でリリースされた。
同年の9月21日にキャニオン・レコードのSOHレーベルから、CD盤がリリースされた。
2016年12月14日より音楽配信が開始された。

## 収録曲

### LPレコード, CT
| 全作曲: 南こうせつ。 |                                |            |            |          |      |
| #                    | タイトル                       | 作詞       | 作曲・編曲 | 編曲     | 時間 |
| 1.                   | 「風をくらって」               | 岡本おさみ | 南こうせつ | 水谷竜緒 | 3:57 |
| 2.                   | 「モーニング・コーヒーを一杯」 | 岡本おさみ | 南こうせつ | 瀬尾一三 | 4:35 |
| 3.                   | 「葡萄の季節」                 | 山川啓介   | 南こうせつ | 水谷竜緒 | 4:06 |
| 4.                   | 「Bye Bye TYO」                | 山川啓介   | 南こうせつ | 水谷竜緒 | 4:36 |
| 5.                   | 「Bus Stop」                   | 山川啓介   | 南こうせつ | 瀬尾一三 | 5:10 |
| 合計時間:            | 合計時間:                      | 合計時間:  | 合計時間:  | 22:24    |      |

| 全作曲: 南こうせつ。 |                          |            |            |          |      |
| #                    | タイトル                 | 作詞       | 作曲・編曲 | 編曲     | 時間 |
| 1.                   | 「あんたんこと好きっち」 | 南こうせつ | 南こうせつ | 石川鷹彦 | 3:17 |
| 2.                   | 「100万マイル気分」      | 岡本おさみ | 南こうせつ | 瀬尾一三 | 3:21 |
| 3.                   | 「9グラムの鉛」          | 岡本おさみ | 南こうせつ | 瀬尾一三 | 5:38 |
| 4.                   | 「雪の記憶」             | 山川啓介   | 南こうせつ | 瀬尾一三 | 4:21 |
| 5.                   | 「帰郷」                 | 山川啓介   | 南こうせつ | 石川鷹彦 | 3:26 |
| 合計時間:            | 合計時間:                | 合計時間:  | 合計時間:  | 20:03    |      |

### CD, 音楽配信
| 全作曲: 南こうせつ。 |                                |            |            |          |      |
| #                    | タイトル                       | 作詞       | 作曲・編曲 | 編曲     | 時間 |
| 1.                   | 「風をくらって」               | 岡本おさみ | 南こうせつ | 水谷竜緒 | 3:57 |
| 2.                   | 「モーニング・コーヒーを一杯」 | 岡本おさみ | 南こうせつ | 瀬尾一三 | 4:35 |
| 3.                   | 「葡萄の季節」                 | 山川啓介   | 南こうせつ | 水谷竜緒 | 4:06 |
| 4.                   | 「Bye Bye TYO」                | 山川啓介   | 南こうせつ | 水谷竜緒 | 4:36 |
| 5.                   | 「Bus Stop」                   | 山川啓介   | 南こうせつ | 瀬尾一三 | 5:10 |
| 6.                   | 「あんたんこと好きっち」       | 南こうせつ | 南こうせつ | 石川鷹彦 | 3:17 |
| 7.                   | 「100万マイル気分」            | 岡本おさみ | 南こうせつ | 瀬尾一三 | 3:21 |
| 8.                   | 「9グラムの鉛」                | 岡本おさみ | 南こうせつ | 瀬尾一三 | 5:38 |
| 9.                   | 「雪の記憶」                   | 山川啓介   | 南こうせつ | 瀬尾一三 | 4:21 |
| 10.                  | 「帰郷」                       | 山川啓介   | 南こうせつ | 石川鷹彦 | 3:26 |
| 合計時間:            | 合計時間:                      | 合計時間:  | 合計時間:  | 42:27    |      |

## クレジット
- Producer : 南こうせつ
- Arranger : 瀬尾一三､石川鷹彦､水谷公生

### 参加ミュージシャン
- Drums : 島村英二､菊池丈夫､宮崎まさひろ
- Bass : 美久月千晴､岡沢茂､高水健司
- Percussion : 石井宏太郎､斉藤ノブ
- Keybords : 国吉良一､佐藤準
- A.Guitar : 石川鷹彦､吉川忠英
- E.Guitar : 水谷竜緒､今剛､鈴木茂
- Back Ground Vocal : EVE､町支寛二､比山清､山川恵津子､浜田良美､東郷昌和､小出博志､石川鷹彦､瀬尾一三､南こうせつ､陣山俊一､国吉静治
- Tenor Sax Solo : Jake･H･Concepcion
- Violin Solo : 武川雅寛
- Strings : 加藤ジョー･グループ､多グループ

### スタッフ
- A&R Director : 陣山俊一(YUI MUSIC PUBLISHERS)､国吉静治(CANYON RECORDS)
- Mixing Engineer : Joe Chiccarelli
- Recording Engineer : 黒田勝也､安部徹
- Assistant Engineer : 市川高信(一口坂スタジオ)､林雅之(タムコスタジオ)
- Recording Manager : ミュージックランド､久澄信幸､山内玄
- Cover Designer : 荒井博文 + GIL HOUSE
- Photographer : TAMJIN
- Recording Studio : 河口湖スタジオ､一口坂スタジオ､サウンドインスタジオ､青山スタジオ､タムコスタジオ
- Executive Producer : 後藤由多加